# 小林脳行

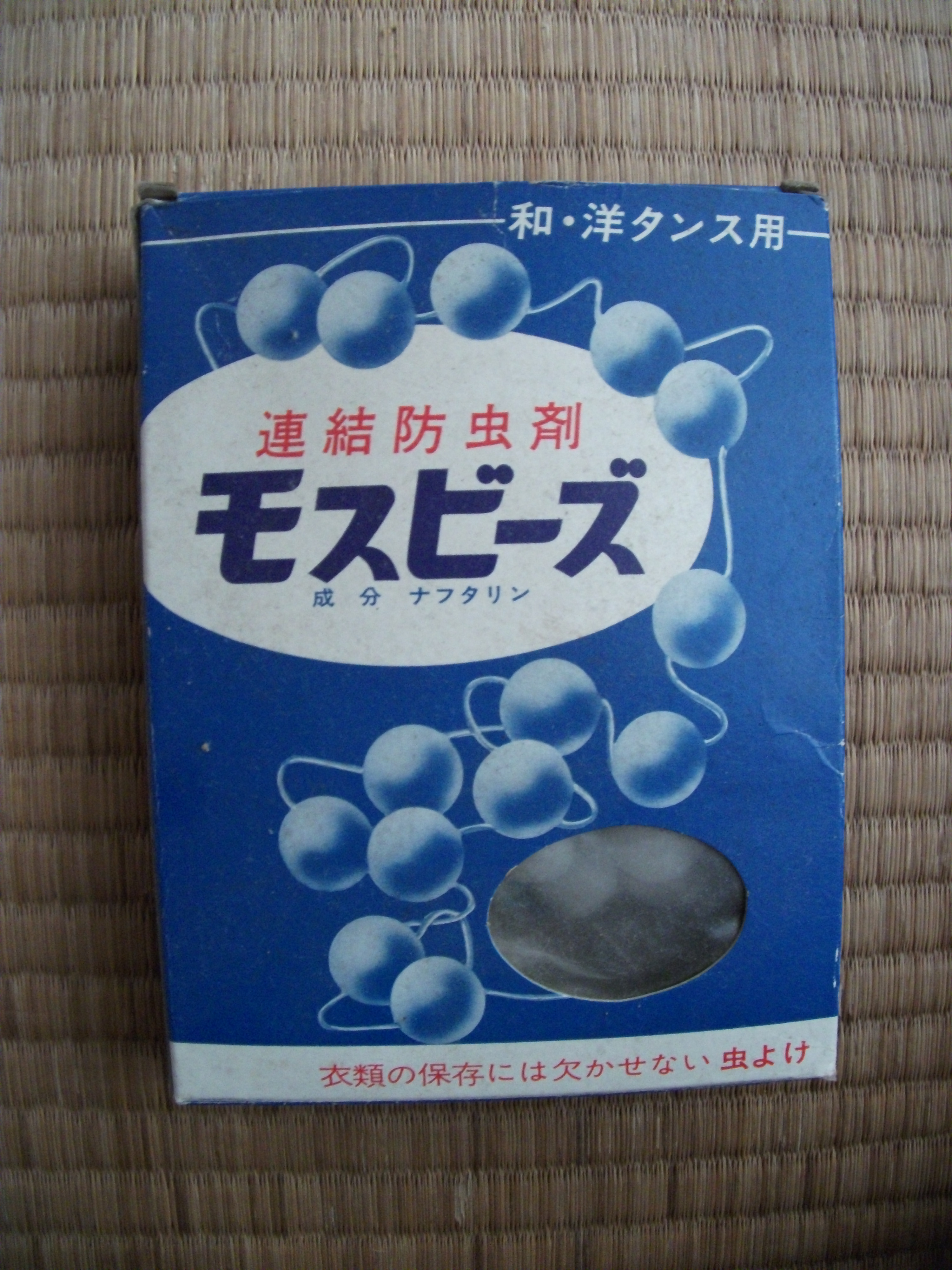
モスビーズ

株式会社小林脳行（こばやしのうこう）は、かつて東京都中央区日本橋本町にあった生活化学用品（台所、洗面所、トイレ用品）メーカーである。現在は経営破綻し会社は存在しないが、営業権は小林製薬が承継している。非上場会社。

## 来歴
創業者は臼井要輔で、1923年9月6日に60歳で没している。
主として家庭用の防虫剤（モスノー・モスビーズ・モスプリート等）、衣装収納箱（モスボックス等）、芳香剤（エアーリッチ等）、洗剤（バスタニック・キッチンタニック・サニボン・F、ビニボン、サニポリー等）、寝具（マジックシーツ）を中心に扱っていた。
2代目は養子の臼井米治郎が継ぎ、欧米に留学した際にイギリスで「コリンシアンバガテール」に出会い、パチンコの原点ともいわれる盤ゲーム「バガテル」を日本に紹介し、「小林」の「林」を「りん」と読み替えて「コリンゲーム」として発売し、のちに「コリントゲーム」の名称で知られた。
第二次世界大戦前には園芸用の殺虫剤（バーミタックス）を日本の生活化学用品メーカーとして初めて発売し、戦前から1984年にかけては樟脳を主成分とした衛生用液体消臭芳香剤を発売していた（煙だし片脳油→煙だしネオ片脳油→小林ネオ片脳油）。
一方では、TBSの関東地方の天気予報のスポンサー（正午前のニュース時）やMBSラジオや東海ラジオ、RKBラジオの時報前のCMなどで有名だった。結果的に1978年の日本でのAMラジオの周波数切替時の時報スポンサーを務めたこともある。また、関西テレビ発フジテレビ系でかつて放送されていた西郷輝彦主演の連続ドラマ『どてらい男』の最末期のスポンサーでもあった。このほかにもテレビ朝日系の『みごろ!たべごろ!笑いごろ!』や『必殺シリーズ』（ABC制作）等、提供していた番組は多数存在した。
経営不振から自主再建を断念し、1984年に経営破綻。翌年の1985年に大阪市にある一般用医薬品メーカーの小林製薬に営業権を譲渡し、小林脳行の全商品は小林製薬から発売された。「小林」の名称が共通のため両者間で資本や人材関係を誤解されるが、両者に関係はなかった。
かつて小林製薬の東京支社があった建物は、小林脳行の本社社屋を一度解体し、耐震性を強化して再構築した建物だが、業績拡大などにともない小林製薬の東京オフィスを中央区八丁堀に移転するため建物を残して東京の営業拠点を八丁堀へ移転した。のちに東京オフィス（営業拠点）を江東区冬木10-6に再移転して小林脳行本社社屋は再解体された。東京オフィスは、江東区永代2-31-1 いちご永代ビル7階へ移転した。江東区冬木の事業所には関連子会社のオフィスが残っている。旧本社社屋跡地はローソンを中心とした江戸ビルが建てられている。小林脳行から引き継いだ商品は生産が打ち切られているが、現在は「サニボン・F」の後継商品である「サニボン泡パワー」が残る。他社が商品販売を続けているものに、防虫剤のモスノー、モスボックス（小林製薬で廃盤になった後仙台市にあるアイリスオーヤマが販売）がある。
同社の製品であったバスタニックのCMには当時読売ジャイアンツの選手だった西本聖や高田繁らが出演した。最後に「キッチンタニックもよろしく」と言う。その他には河内桃子や原ひさ子らも出演したことがあり、CMナレーションには押阪忍を起用していた。
テレビ番組の提供読み上げは「衛生薬品の総合メーカー、小林脳行」だった。

## 提供番組
- 土曜劇場（フジテレビ）
- 水曜劇場（日本テレビ）
- テレビ三面記事 ウィークエンダー（日本テレビ）※同社の倒産後に営業権を譲渡する小林製薬も同番組の提供企業であった。
- ザ・リクエストショー（テレビ朝日）
- 月曜ワイド劇場（テレビ朝日・朝日放送）
- 必殺シリーズ（朝日放送）